# Oberrieden, Zürich
Oberrieden är en ort och kommun  i distriktet Horgen i kantonen Zürich, Schweiz. Kommunen har 5 393 invånare (2023).
Oberrieden ligger vid Zürichsjön 12 km söder om Zürich.